# 봉황산 (강원)
봉황산(鳳凰山)은 대한민국 강원특별자치도 삼척시 정상동에 위치한 산이다. 산에는 산림욕장이 조성되어 있으며, 정상에서 삼척시내가 한눈에 들어온다.

## 방송 송신 시설
| 디지털TV   |              |           |                      |      |                                   |
| 가상채널   | 방송국명     | 호출부호  | 물리채널             | 출력 | 가시청권                          |
| CH 6-1     | G1방송       | HLCG-DTV  | CH 39                | 90W  | 삼척, 동해 (산악, 장애 지역 제외) |
| CH 7-1     | KBS강릉 DTV2 | HLCE-DTV  | CH 46                | 2㎾  | 삼척, 동해 (산악, 장애 지역 제외) |
| CH 9-1     | KBS강릉 DTV1 | HLKR-DTV  | CH 40                | 2㎾  | 삼척, 동해 (산악, 장애 지역 제외) |
| CH 10-1    | EBS 1TV      | HLQL-DTV  | CH 18                | 1W   | 삼척, 동해 (산악, 장애 지역 제외) |
| CH 10-2    | EBS 2TV      | HLQL-DTV  | CH 18                | 1W   | 삼척, 동해 (산악, 장애 지역 제외) |
| CH 11-1    | 삼척MBC DTV  | HLAF-DTV  | CH 27                | 90W  | 삼척, 동해 (산악, 장애 지역 제외) |
| 지상파DMB  |              |           |                      |      |                                   |
| 앙상블명   | 방송국명     | 호출부호  | 채널(주파수)         | 출력 | 가시청권                          |
| G1방송 DMB | Hi G1        | HLCG-TDMB | CH 13-C (214.736MHz) | 2㎾  | 삼척, 동해 (산악, 장애 지역 제외) |
| G1방송 DMB | Go G1        | HLCG-TDMB | CH 13-C (214.736MHz) | 2㎾  | 삼척, 동해 (산악, 장애 지역 제외) |